# Crozzon di Brenta
Le Crozzon di Brenta, culminant à 3 118 m, est un sommet des Alpes rhétiques méridionales en Italie (Trentin-Haut-Adige). Il surplombe de sa masse imposante le val Brenta.

## Toponymie
Crozzon, superlatif de Croz, signifie dans le dialecte du Trentin « rocher ou falaise de grande taille » .

## Géographie

### Situation
Le Crozzon di Brenta est situé au centre du massif de Brenta qui est le seul groupe dolomitique à l'ouest de la rivière Adige. Pour cette raison, ce massif n'a pas toujours été considéré comme faisant partie des Dolomites même si géologiquement il fait manifestement partie de celles-ci.
Le Crozzon di Brenta domine le val Brenta au nord. Il fait partie du parc naturel Adamello Brenta.

### Topographie

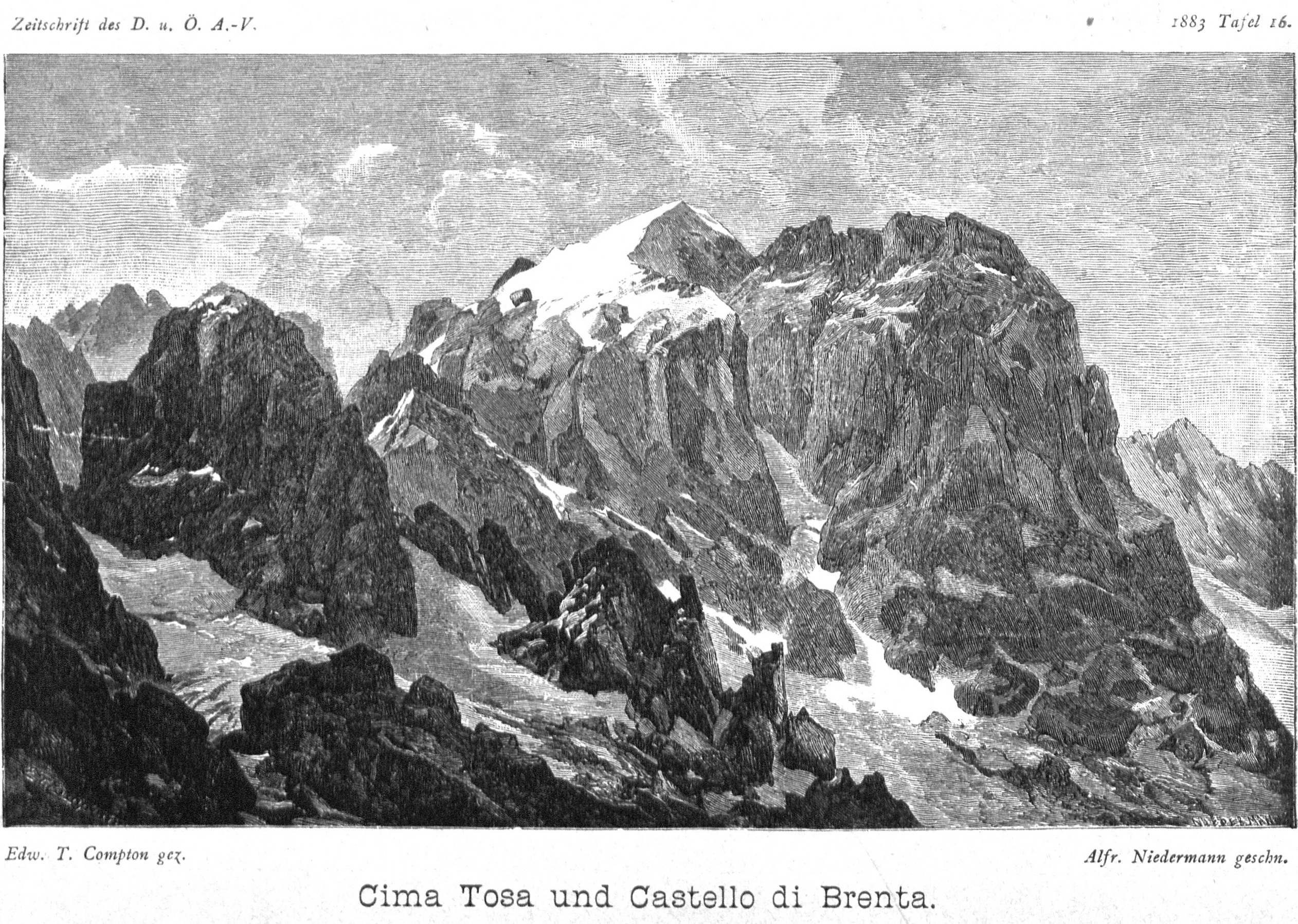
La cima Tosa et le Crozzon di Brenta.

Le Crozzon di Brenta est le pilier massif qui prolonge au nord le sommet voisin de la cima Tosa. Le couloir nord (canalone Neri d'une hauteur de 900 m) et le couloir ouest (d'une hauteur de 400 m) séparent le Crozzon di Brenta de la cima Tosa.
Il possède trois cimes, la plus élevée étant la cime nord. Le bivouac Castiglioni se trouve sur sa terrasse sommitale.

### Géologie
Le massif de Brenta, dont fait partie la cima Brenta, est caractérisé par une abondance de dolomie, roche sédimentaire carbonatée.

## Premières ascensions
- 8 août 1884 : voie normale par Karl Schulz et Matteo Nicolussi[5].
- 1905 : spigolo nord par Fritz Schneider et Adolf Schultz.
- 1911 : paroi nord-est par Paul Preuss et Paul Relly et variante d'Ettore Castiglioni et S. Conci en 1929.
- 1935 : voie des guides par Bruno Detassis avec Enrico Giordani.
- 1959 : grand dièdre de la paroi nord-est (à droite du pilier des Français), par Armando Aste et Milo Navasa.
- 26-27 juillet 1961 : directe de la face ouest, par Georges Livanos, Marc Vaucher et Roger Lepage.
- 1965 : pilier des Français, par Jean Frehel et Dominique Leprince-Ringuet.

## Alpinisme
La voie normale en traversée à partir de la cima Tosa est à présent l'itinéraire de descente.
La verticalité et l'excellente qualité du rocher ont attiré de nombreux alpinistes de renom qui ont ouvert des itinéraires de grande difficulté :
- voie du spigolo nord : 900 m, D ;
- voie Preuss et sa variante : 800 m, D+, IV+ ;
- voie des guides : 800 m, TD V+ ;
- pilier des Français : 800 m, TD+ VI- ;
- grand dièdre de la paroi nord-est : 800 m, V+ et A2 ;
- directe de la face ouest : 900 m, ED-.

## Accès
- Refuge Brentei (2 182 m).